# Savenès
Savenès – miejscowość i gmina we Francji, w regionie Oksytania, w departamencie Tarn i Garonna.
Według danych na rok 1990 gminę zamieszkiwało 431 osób, a gęstość zaludnienia wynosiła 19 osób/km² (wśród 3020 gmin regionu Midi-Pireneje Savenès plasuje się na 646. miejscu pod względem liczby ludności, natomiast pod względem powierzchni na miejscu 480.).